# Intertoto Cup 1981
De Intertoto Cup was sinds 1967 een mogelijkheid voor ploegen om in de zomer te kunnen blijven voetballen. Deze editie van 1981 werd zoals gebruikelijk gehouden tijdens deze zomerstop. Er werden alleen groepswedstrijden georganiseerd, omdat het onhaalbaar bleek om nog knock-outronden te spelen na de zomerstop. Clubs hadden daarvoor een te druk programma en de UEFA had bepaald dat ploegen die al aan UEFA-toernooien zoals de twee edities van de Europa Cup meededen, niet mochten deelnemen aan andere toernooien.
Aan deze editie van het toernooi deden 36 ploegen mee, net als vorig jaar. Er waren negen groepen van vier teams en elk team speelde zes wedstrijden. Er deden vier ploegen mee uit België, Denemarken, Oostenrijk, Tsjecho-Slowakije, West-Duitsland, Zweden en Zwitserland; twee uit Bulgarije, Israël en Noorwegen en één uit Nederland en de SFR Joegoslavië.
Het West-Duitse Werder Bremen uit groep 3 haalde dit toernooi de hoogste score: elf punten.

## Eindstanden

### Groep 1
| plaats | Club              | Doelpunten | Punten |
| ------ | ----------------- | ---------- | ------ |
| 1.     | Wiener Sport-Club | 12 : 7     | 9      |
| 2.     | FC Liège          | 13 : 10    | 7      |
| 3.     | Maccabi Netanya   | 11 : 9     | 6      |
| 4.     | Hapoel Tel-Aviv   | 6 : 16     | 2      |

### Groep 2
| plaats | Club                 | Doelpunten | Punten |
| ------ | -------------------- | ---------- | ------ |
| 1.     | Standard Luik        | 12 : 3     | 9      |
| 2.     | Kjøbenhavns Boldklub | 6 : 8      | 6      |
| 3.     | Sturm Graz           | 6 : 9      | 5      |
| 4.     | MSV Duisburg         | 3 : 7      | 4      |

### Groep 3
| plaats | Club           | Doelpunten | Punten |
| ------ | -------------- | ---------- | ------ |
| 1.     | Werder Bremen  | 15 : 6     | 11     |
| 2.     | Malmö FF       | 7 : 7      | 6      |
| 3.     | Spartak Pleven | 9 : 11     | 4      |
| 4.     | FC Zürich      | 7 : 14     | 3      |

### Groep 4
| plaats | Club               | Doelpunten | Punten |
| ------ | ------------------ | ---------- | ------ |
| 1.     | Buducnost Titograd | 12 : 7     | 8      |
| 2.     | OB Odense          | 11 : 9     | 7      |
| 3.     | Östers IF          | 7 : 9      | 5      |
| 4.     | Tirol Innsbruck    | 9 : 14     | 4      |

### Groep 5
| plaats | Club              | Doelpunten | Punten |
| ------ | ----------------- | ---------- | ------ |
| 1.     | Aarhus GF         | 9 : 7      | 9      |
| 2.     | TJ Zbrojovka Brno | 11 : 10    | 6      |
| 3.     | Linzer ASK        | 9 : 10     | 6      |
| 4.     | IK Brage          | 6 : 8      | 3      |

### Groep 6
| plaats | Club                | Doelpunten | Punten |
| ------ | ------------------- | ---------- | ------ |
| 1.     | RWD Molenbeek       | 10 : 7     | 8      |
| 2.     | Bryne IL            | 5 : 6      | 6      |
| 3.     | Sparta Praag        | 8 : 8      | 5      |
| 4.     | BSC Young Boys Bern | 4 : 6      | 5      |

### Groep 7
| plaats | Club             | Doelpunten | Punten |
| ------ | ---------------- | ---------- | ------ |
| 1.     | IFK Göteborg     | 12 : 6     | 10     |
| 2.     | Hertha BSC       | 12 : 6     | 8      |
| 3.     | Bohemians Praag  | 10 : 8     | 6      |
| 4.     | Grasshopper-Club | 5 : 19     | 0      |

### Groep 8
| plaats | Club                 | Doelpunten | Punten |
| ------ | -------------------- | ---------- | ------ |
| 1.     | Stuttgarter Kickers  | 13 : 4     | 10     |
| 2.     | Viking Stavanger     | 8 : 7      | 8      |
| 3.     | Willem II            | 11 : 10    | 6      |
| 4.     | Marek Stanke Dimitro | 2 : 13     | 0      |

### Groep 9
| plaats | Club                | Doelpunten | Punten |
| ------ | ------------------- | ---------- | ------ |
| 1.     | TJ Rudá Hvězda Cheb | 15 : 9     | 8      |
| 2.     | Royal Antwerp       | 12 : 7     | 7      |
| 3.     | Næstved IF          | 7 : 8      | 7      |
| 4.     | FC Luzern           | 6 : 16     | 2      |